# 14333 Alanfischer
14333 Alanfischer este o planetă minoră (asteroid) din centura de asteroizi. A fost descoperită pe 1 martie 1981 la Observatorul Siding Spring de Schelte J. Bus. 
Obiectul prezintă o orbită caracterizată de o semiaxă mare de 2,4414343 UAi, o excentricitate de 0,2, o înclinație de 2,16242 ° în raport cu ecliptica.